# Hagabäcken
Den här artikeln handlar om bäcken som rinner ut i Lilla Hoplaxviken. Den ska inte förväxlas med Rutiån som rinner ut i Stora Hoplaxviken

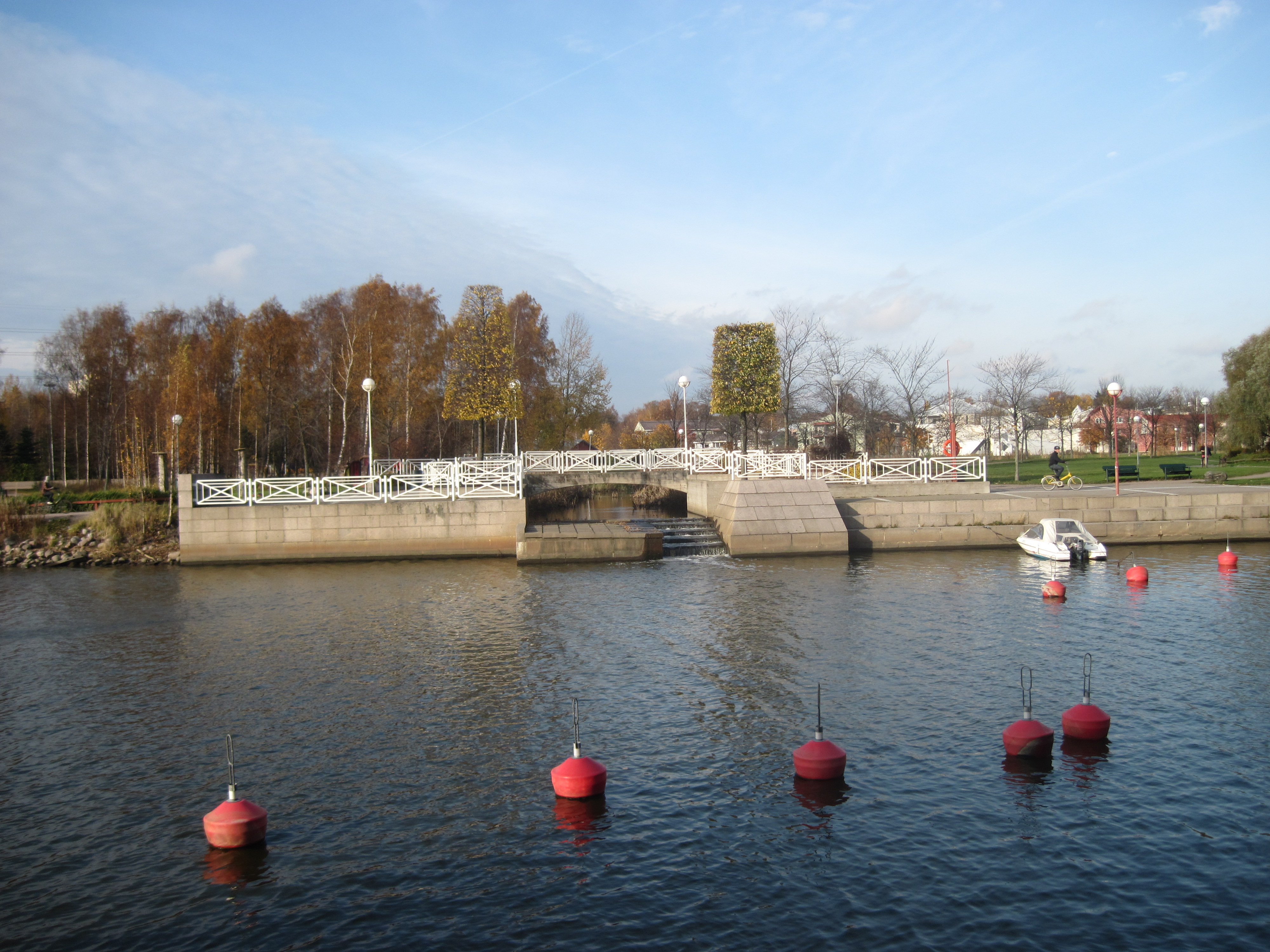
Vid bäckens mynning i Lilla Hoplaxviken finns ett vattenfall

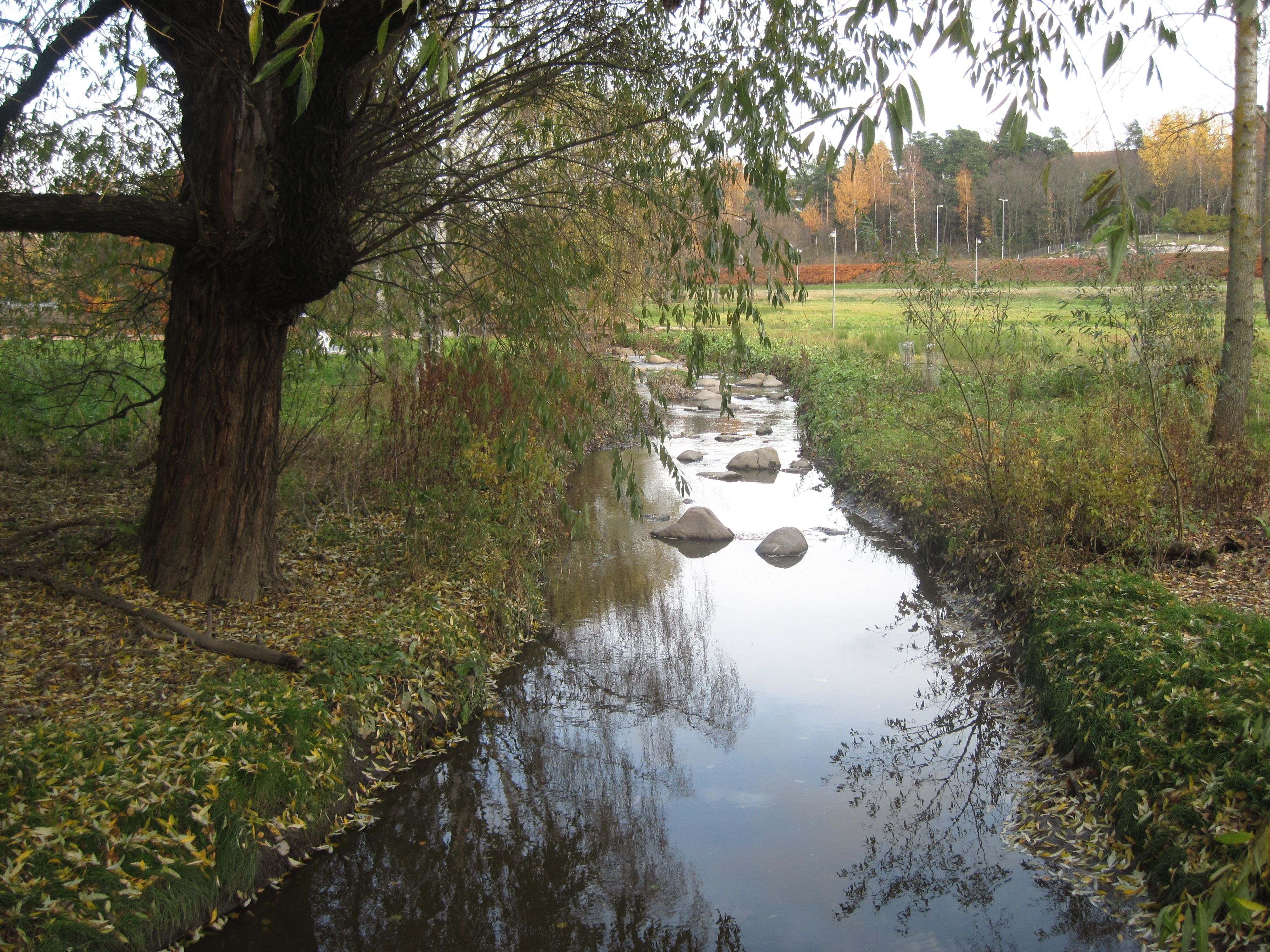
Hagabäcken i Köpingsparken i Södra Haga

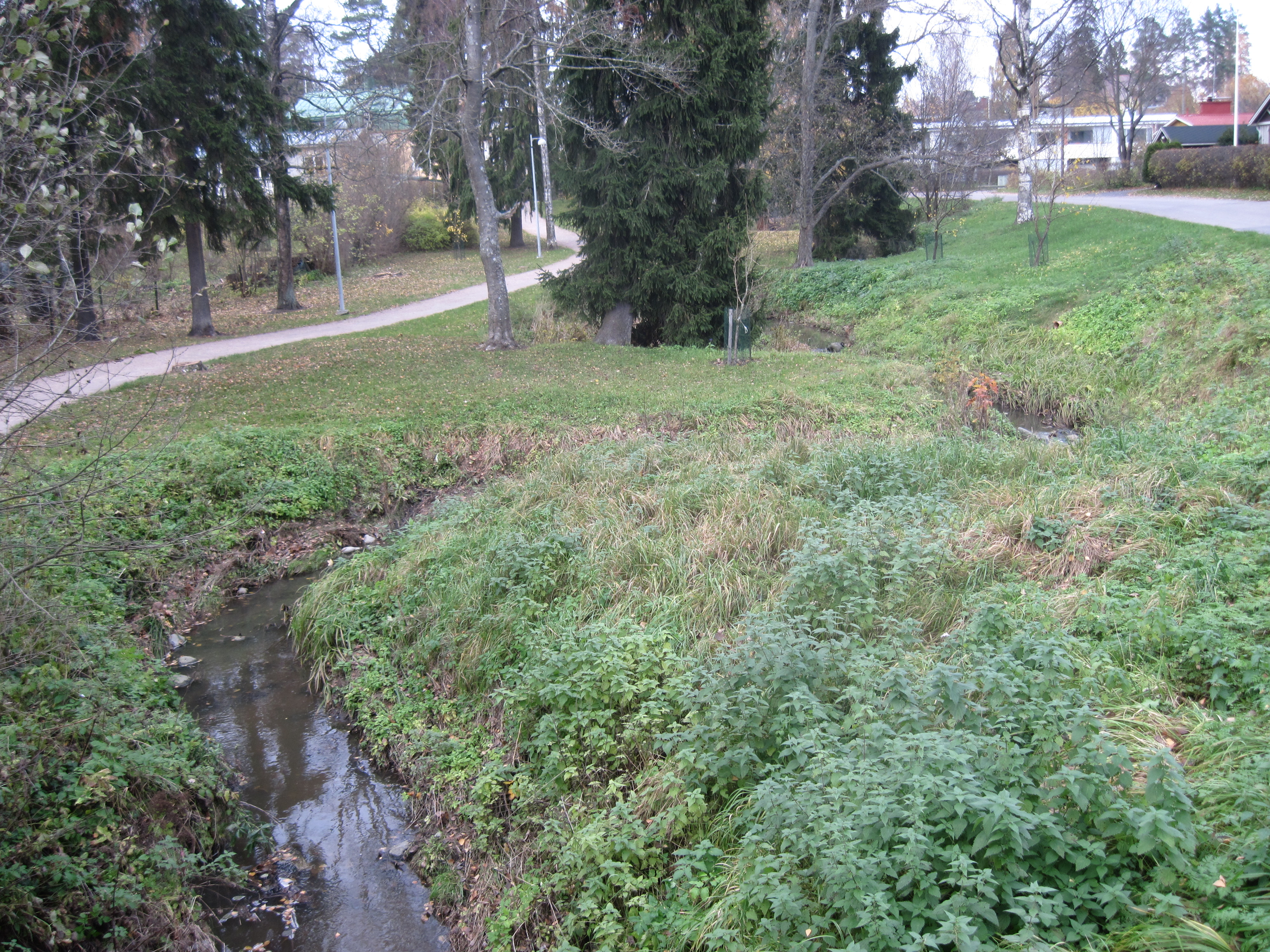
Hagabäckens övre lopp i Britas

Hagabäcken (finska Haaganpuro), tidigare Rutibäcken (finska Mätäpuro), är en 11,6 km lång stadsbäck i Helsingfors som rinner ut i Lillhoplax. Bäcken börjar i Centralparken nära Magnuskärr och flyter genom parken och vidare längs med Tavastehusleden, där den ligger i ett rör under en del av sträckan. Sedan dyker bäcken upp i Köpingsparken i Södra Haga och fortsätter under Vichtisvägen till Lillhoplax. Vid mynningen har en damm byggts och ett litet vattenfall. 
Öring har planterats ut i Hagabäcken och fisken förökar sig naturligt i Södra Haga. Ursprungligen har Hagabäcken antagligen haft ett öringsbestånd, men effekterna av urbaniseringen kring bäcken fick beståndet att kollapsa i mitten av 1900-talet.
Helsingfors namnkommitté beslöt att bäckens namn ändras till Hagabäcken 2011. Åren 1969−2011 var bäckens officiella namn Rutibäcken, vilket oftast blandades ihop med Rutiån som rinner ut i den närliggande Stora Hoplaxviken. Före 1969 hade bäcken inget officiellt namn. 

## Lähteet
1. 1 2  http://kaupunginosat.net/etelahaaga/index.php?option=com_content&task=view&id=2327&Itemid=63
2. ↑  ”Arkiverade kopian”. Arkiverad från originalet den 13 april 2017. https://web.archive.org/web/20170413052441/http://www.skes.org/kunnostus/index.php/M%C3%A4t%C3%A4puro. Läst 21 oktober 2011.